# 梅金 (皮德沃洛奇西克區)
49°36′40″N 26°8′42″E / 49.61111°N 26.14500°E
梅金（烏克蘭語：Медин），是烏克蘭的村落，位於該國西部捷爾諾波爾州，由捷尔诺波尔区負責管轄，始建於1463年，面積1.58平方公里，2001年人口512，人口密度每平方公里323.2人。